# 谢丽尔·吉布森
谢丽尔·吉布森（英語：Cheryl Gibson，1959年7月28日—），加拿大女子游泳运动员。她曾代表加拿大参加1976年夏季奥林匹克运动会游泳比赛，获得女子400米个人混合泳银牌。